# Khatgaon, Aurad
Khatgaon là một làng thuộc tehsil Aurad, huyện Bidar, bang Karnataka, Ấn Độ.